# Bóng đá tại Đại hội Thể thao châu Á 2018
Bóng đá tại Đại hội Thể thao châu Á 2018 được tổ chức từ ngày 14 tháng 8 đến ngày 1 tháng 9 năm 2018 ở Indonesia. Đối tượng tham dự cho nội dung nam là đội tuyển U-23 (từ 23 tuổi trở xuống) và được cộng thêm tối đa 3 cầu thủ quá tuổi, đối với bóng đá nữ là đội tuyển quốc gia (không giới hạn độ tuổi). Ngoài thành phố chủ nhà, Palembang, các trận đấu được diễn ra ở Bekasi, Cibinong, Cikarang, và Soreang.
Tất cả 20 quốc gia hàng đầu đều cử các đội tuyển bóng đá quốc gia tham dự Đại hội Thể thao châu Á, trừ Ấn Độ. Tổng cộng 25 đội tuyển nam và 11 đội tuyển nữ đã tham gia thi đấu tại Đại hội Thể thao châu Á. Hiệp hội Olympic Ấn Độ (IOA) đã từ chối không cho đội tuyển bóng đá Ấn Độ tham gia giải đấu do chính sách của hiệp hội này là chỉ cử các đội tuyển quốc gia được xếp hạng trong nhóm 8 đội hàng đầu châu lục địa (Ấn Độ đang xếp thứ 14 vào thời điểm đó). Quyết định này đã bị Liên đoàn bóng đá Ấn Độ (AIFF) phản đối, cho rằng IOA thiếu "tầm nhìn và năng lực", cũng như IOA đã không xem xét phong độ gần đây và sự thăng tiến của đội tuyển bóng đá quốc gia Ấn Độ trong bảng xếp hạng FIFA. Đây là lần đầu tiên đội tuyển bóng đá Ấn Độ không tham gia giải đấu kể từ Đại hội Thể thao châu Á 1994. Một số quốc gia khác cũng đã từ chối tham gia bao gồm Tajikistan, Maldives, Yemen và Liban.

## Lịch thi đấu
Tất cả thời gian là giờ chuẩn Tây Indonesia địa phương (UTC+7).
| G | Vòng bảng | ⅛ | Vòng 16 đội | ¼ | Tứ kết | ½ | Bán kết | B | Tranh huy chương đồng | F | Tranh huy chương vàng |

| NgàyNội dung | Thứ 6 10 | Thứ 7 11 | CN 12 | Thứ 2 13 | Thứ 3 14 | Thứ 4 15 | Thứ 5 16 | Thứ 6 17 | Thứ 7 18 | CN 19 | Thứ 2 20 | Thứ 3 21 | Thứ 4 22 | Thứ 5 23 | Thứ 6 24 | Thứ 7 25 | CN 26 | Thứ 2 27 | Thứ 3 28 | Thứ 4 29 | Thứ 5 30 | Thứ 6 31 | Thứ 6 31 | Thứ 7 01 | Thứ 7 01 |
| ------------ | -------- | -------- | ----- | -------- | -------- | -------- | -------- | -------- | -------- | ----- | -------- | -------- | -------- | -------- | -------- | -------- | ----- | -------- | -------- | -------- | -------- | -------- | -------- | -------- | -------- |
| Nam          | G        |          | G     |          | G        | G        | G        | G        |          | G     | G        |          |          | ⅛        | ⅛        |          |       | ¼        |          | ½        |          |          |          | B        | F        |
| Nữ           |          |          |       |          |          |          | G        | G        |          | G     | G        | G        | G        |          | ¼        | ¼        |       |          | ½        |          |          | B        | F        |          |          |

## Các địa điểm
Palembang, một trong hai thành phố chủ nhà của Đại hội lần này, là nơi tổ chức các trận đấu bóng đá nữ; trong khi các trận đấu của nam được diễn ra ở Bekasi, Cibinong, Cikarang, và Soreang. Sân vận động chính của Đại hội, sân vận động Gelora Bung Karno ở Jakarta, không tổ chức các nội dung thi đấu bóng đá mà chỉ được sử dụng cho Lễ khai mạc, Lễ bế mạc và nội dung thi đấu Điền kinh.

### Địa điểm của nam
| Soreang                       | Cibinong         | Bekasi               | Cikarang         |
| ----------------------------- | ---------------- | -------------------- | ---------------- |
| Jalak Harupat                 | Pakansari        | Patriot Chandrabhaga | Wibawa Mukti     |
| Sức chứa: 27.000              | Sức chứa: 30.000 | Sức chứa: 30.000     | Sức chứa: 28.778 |
|                               |                  |                      |                  |
| CikarangSoreangBekasiCibinong |                  |                      |                  |

### Địa điểm của nữ
| Palembang        | Palembang       |
| ---------------- | --------------- |
| Gelora Sriwijaya | Bumi Sriwijaya  |
| Sức chứa: 23.000 | Sức chứa: 7.000 |
|                  |                 |
| Palembang        |                 |

## Các khu vực và quốc gia tham dự
| Quốc gia          | Nam | Nữ  | Vận động viên |
| ----------------- | --- | --- | ------------- |
| Ả Rập Xê Út       | Yes |     | 40            |
| Bahrain           | Yes |     | 20            |
| Bangladesh        | Yes |     | 20            |
| CHDCND Triều Tiên | Yes | Yes | 40            |
| Đài Bắc Trung Hoa | Yes | Yes | 40            |
| Đông Timor        | Yes |     | 20            |
| Hàn Quốc          | Yes | Yes | 40            |
| Hồng Kông         | Yes | Yes | 40            |
| Indonesia         | Yes | Yes | 40            |
| Iran              | Yes |     | 20            |
| Kyrgyzstan        | Yes |     | 19            |
| Lào               | Yes |     | 20            |
| Malaysia          | Yes |     | 20            |
| Maldives          |     | Yes | 20            |
| Myanmar           | Yes |     | 20            |
| Nepal             | Yes |     | 20            |
| Nhật Bản          | Yes | Yes | 38            |
| Pakistan          | Yes |     | 20            |
| Palestine         | Yes |     | 20            |
| Qatar             | Yes |     | 20            |
| Syria             | Yes |     | 20            |
| Tajikistan        |     | Yes | 18            |
| Thái Lan          | Yes | Yes | 40            |
| Trung Quốc        | Yes | Yes | 40            |
| UAE               | Yes |     | 20            |
| Uzbekistan        | Yes |     | 20            |
| Việt Nam          | Yes | Yes | 40            |
| Tổng cộng: 27 NOC | 25  | 11  | 735           |

## Huy chương

### Bảng huy chương
| Hạng               | Đoàn               | Vàng | Bạc | Đồng | Tổng số |
| ------------------ | ------------------ | ---- | --- | ---- | ------- |
| 1                  | Nhật Bản           | 1    | 1   | 0    | 2       |
| 2                  | Hàn Quốc           | 1    | 0   | 1    | 2       |
| 3                  | Trung Quốc         | 0    | 1   | 0    | 1       |
| 4                  | UAE                | 0    | 0   | 1    | 1       |
| Tổng số (4 đơn vị) | Tổng số (4 đơn vị) | 2    | 2   | 2    | 6       |

### Danh sách huy chương
| Nội dung | Vàng | Bạc | Đồng |
| -------- | --- | --- | --- |
| Nam      | Hàn Quốc · Song Beom-keun · Hwang Hyun-soo · Kim Min-jae · Kim Jin-ya · Jeong Tae-wook · Kim Moon-hwan · Son Heung-min · Lee Jin-hyun · Hwang Hee-chan · Hwang In-beom · Na Sang-ho · Lee Si-young · Cho Yu-min · Jang Yun-ho · Lee Seung-mo · Hwang Ui-jo · Lee Seung-woo · Jo Hyeon-woo · Kim Geon-ung · Kim Jung-min | Nhật Bản · Kojima Ryosuke · Naganuma Yoichi · Okazaki Makoto · Itakura Ko · Sugioka Daiki · Hatsuse Ryo · Hara Teruki · Mitoma Kaoru · Hatate Reo · Miyoshi Koji · Endo Keita · Obi Powell Obinna · Iwasaki Yuto · Matsumoto Taishi · Ueda Ayase · Watanabe Kota · Kamiya Yuta · Maeda Daizen · Ominami Takuma · Tatsuta Yugo | UAE · Sultan Al-Mantheri · Abdulla Al-Hammadi · Ahmed Rashed · Salem Sultan · Ismael Khaled · Majed Suroor · Ahmed Al Attas · Jassim Al-Balooshi · Khaled Ibrahim · Ali Al-Yahyaee · Abdulrahman Al-Ameri · Abdullah Ghanem · Mohammed Al Attas · Husain Abdulla Omar · Mohamed Al-Shamsi · Hamad Al-Jasmi · Mohammed Khalvan · Shahin Suroor · Zaid Al-Ameri · Rashed Mohammed |
| Nữ       | Nhật Bản · Ikeda Sakiko · Shimizu Risa · Sameshima Aya · Miyake Shiori · Takagi Hikari · Ariyoshi Saori · Nakajima Emi · Iwabuchi Mana · Sugasawa Yuika · Momiki Yuka · Tanaka Mina · Masuya Rika · Nakasato Yu · Hasegawa Yui · Sakaguchi Moeno · Sumida Rin · Kunitake Aimi · Yamashita Ayaka                         | Trung Quốc · Triệu Lệ Na · Hàn Bằng · Hoàng Y Ni · Lâu Giai Huệ · Ngô Hải Yến · Lâm Vũ Bình · Vương Sương · Lý Giai Duyệt · Nhậm Quế Tân · Lý Anh · Vương San San · Vương Diễm · Lý Đình Đình · Triệu Dung · Tiêu Dụ Nghi · Dương Lê Na · Cổ Nhã Sa · Lý Mộng Văn · Tất Hiểu Lâm · Trương Duệ                                 | Hàn Quốc · Yoon Young-geul · Jang Sel-gi · Shin Dam-yeong · Shim Seo-yeon · Hong Hye-ji · Lim Seon-joo · Lee Min-a · Cho So-hyun · Jeon Ga-eul · Ji So-yun · Lee Geum-min · Moon Mi-ra · Han Chae-rin · Choe Yu-ri · Jang Chang · Son Hwa-yeon · Lee Hyun-young · Jung Bo-ram · Lee Eun-mi · Kim Hye-ri                                                                         |

## Giải đấu nam

### Vòng bảng

#### Bảng A
| VT | Đội               | ST | T | H | B | BT | BB | HS  | Đ | Giành quyền tham dự                     |
| -- | ----------------- | -- | - | - | - | -- | -- | --- | - | --------------------------------------- |
| 1  | Indonesia (H)     | 4  | 3 | 0 | 1 | 11 | 3  | +8  | 9 | Giành quyền vào vòng đấu loại trực tiếp |
| 2  | Palestine         | 4  | 2 | 2 | 0 | 5  | 3  | +2  | 8 | Giành quyền vào vòng đấu loại trực tiếp |
| 3  | Hồng Kông         | 4  | 2 | 1 | 1 | 9  | 5  | +4  | 7 | Giành quyền vào vòng đấu loại trực tiếp |
| 4  | Lào               | 4  | 1 | 0 | 3 | 4  | 8  | −4  | 3 |                                         |
| 5  | Đài Bắc Trung Hoa | 4  | 0 | 1 | 3 | 0  | 10 | −10 | 1 |                                         |

#### Bảng B
| VT | Đội        | ST | T | H | B | BT | BB | HS  | Đ | Giành quyền tham dự                     |
| -- | ---------- | -- | - | - | - | -- | -- | --- | - | --------------------------------------- |
| 1  | Uzbekistan | 3  | 3 | 0 | 0 | 10 | 0  | +10 | 9 | Giành quyền vào vòng đấu loại trực tiếp |
| 2  | Bangladesh | 3  | 1 | 1 | 1 | 2  | 4  | −2  | 4 | Giành quyền vào vòng đấu loại trực tiếp |
| 3  | Thái Lan   | 3  | 0 | 2 | 1 | 2  | 3  | −1  | 2 |                                         |
| 4  | Qatar      | 3  | 0 | 1 | 2 | 1  | 8  | −7  | 1 |                                         |

#### Bảng C
| VT | Đội        | ST | T | H | B | BT | BB | HS  | Đ | Giành quyền tham dự                     |
| -- | ---------- | -- | - | - | - | -- | -- | --- | - | --------------------------------------- |
| 1  | Trung Quốc | 3  | 3 | 0 | 0 | 11 | 1  | +10 | 9 | Giành quyền vào vòng đấu loại trực tiếp |
| 2  | Syria      | 3  | 2 | 0 | 1 | 6  | 5  | +1  | 6 | Giành quyền vào vòng đấu loại trực tiếp |
| 3  | UAE        | 3  | 1 | 0 | 2 | 5  | 4  | +1  | 3 | Giành quyền vào vòng đấu loại trực tiếp |
| 4  | Đông Timor | 3  | 0 | 0 | 3 | 3  | 15 | −12 | 0 |                                         |
| 5  | Iraq       | 0  | 0 | 0 | 0 | 0  | 0  | 0   | 0 | Rút lui                                 |

#### Bảng D
| VT | Đội      | ST | T | H | B | BT | BB | HS | Đ | Giành quyền tham dự                     |
| -- | -------- | -- | - | - | - | -- | -- | -- | - | --------------------------------------- |
| 1  | Việt Nam | 3  | 3 | 0 | 0 | 6  | 0  | +6 | 9 | Giành quyền vào vòng đấu loại trực tiếp |
| 2  | Nhật Bản | 3  | 2 | 0 | 1 | 5  | 1  | +4 | 6 | Giành quyền vào vòng đấu loại trực tiếp |
| 3  | Pakistan | 3  | 1 | 0 | 2 | 2  | 8  | −6 | 3 |                                         |
| 4  | Nepal    | 3  | 0 | 0 | 3 | 1  | 5  | −4 | 0 |                                         |

#### Bảng E
| VT | Đội        | ST | T | H | B | BT | BB | HS | Đ | Giành quyền tham dự                     |
| -- | ---------- | -- | - | - | - | -- | -- | -- | - | --------------------------------------- |
| 1  | Malaysia   | 3  | 2 | 0 | 1 | 7  | 5  | +2 | 6 | Giành quyền vào vòng đấu loại trực tiếp |
| 2  | Hàn Quốc   | 3  | 2 | 0 | 1 | 8  | 2  | +6 | 6 | Giành quyền vào vòng đấu loại trực tiếp |
| 3  | Bahrain    | 3  | 1 | 1 | 1 | 5  | 10 | −5 | 4 | Giành quyền vào vòng đấu loại trực tiếp |
| 4  | Kyrgyzstan | 3  | 0 | 1 | 2 | 3  | 6  | −3 | 1 |                                         |

1. 1 2  Kết quả đối đầu: Malaysia 2–1 Hàn Quốc.

#### Bảng F
| VT | Đội               | ST | T | H | B | BT | BB | HS | Đ | Giành quyền tham dự                     |
| -- | ----------------- | -- | - | - | - | -- | -- | -- | - | --------------------------------------- |
| 1  | Iran              | 3  | 1 | 1 | 1 | 3  | 2  | +1 | 4 | Giành quyền vào vòng đấu loại trực tiếp |
| 2  | CHDCND Triều Tiên | 3  | 1 | 1 | 1 | 4  | 4  | 0  | 4 | Giành quyền vào vòng đấu loại trực tiếp |
| 3  | Ả Rập Xê Út       | 3  | 1 | 1 | 1 | 3  | 3  | 0  | 4 | Giành quyền vào vòng đấu loại trực tiếp |
| 4  | Myanmar           | 3  | 1 | 1 | 1 | 3  | 4  | −1 | 4 |                                         |

### Thứ hạng của các đội xếp thứ ba
| VT | Bg | Đội         | ST | T | H | B | BT | BB | HS | Đ | Giành quyền tham dự                     |
| -- | -- | ----------- | -- | - | - | - | -- | -- | -- | - | --------------------------------------- |
| 1  | A  | Hồng Kông   | 3  | 1 | 1 | 1 | 5  | 5  | 0  | 4 | Giành quyền vào vòng đấu loại trực tiếp |
| 2  | F  | Ả Rập Xê Út | 3  | 1 | 1 | 1 | 3  | 3  | 0  | 4 | Giành quyền vào vòng đấu loại trực tiếp |
| 3  | E  | Bahrain     | 3  | 1 | 1 | 1 | 5  | 10 | −5 | 4 | Giành quyền vào vòng đấu loại trực tiếp |
| 4  | C  | UAE         | 3  | 1 | 0 | 2 | 5  | 4  | +1 | 3 | Giành quyền vào vòng đấu loại trực tiếp |
| 5  | D  | Pakistan    | 3  | 1 | 0 | 2 | 2  | 8  | −6 | 3 |                                         |
| 6  | B  | Thái Lan    | 3  | 0 | 2 | 1 | 2  | 3  | −1 | 2 |                                         |

### Vòng đấu loại trực tiếp
|  | Vòng 16 đội           | Vòng 16 đội           |                       |       | Tứ kết                 | Tứ kết                 |                      |                      | Bán kết | Bán kết |  |  | Chung kết | Chung kết |
|  |                       |                       |                       |       |                        |                        |                      |                      |         |         |  |  |           |           |
|  | 23 tháng 8 – Bekasi   |                       |                       |       |                        |                        |                      |                      |         |         |  |  |           |           |
|  |                       |                       |                       |       |                        |                        |                      |                      |         |         |  |  |           |           |
|  | Palestine             | 0                     |                       |       |                        |                        |                      |                      |         |         |  |  |           |           |
|  | Palestine             | 0                     | 27 tháng 8 – Bekasi   |       |                        |                        |                      |                      |         |         |  |  |           |           |
|  | Syria                 | 1                     |                       |       |                        |                        |                      |                      |         |         |  |  |           |           |
|  | Syria                 | 1                     | Syria                 | 0     |                        |                        |                      |                      |         |         |  |  |           |           |
|  | 23 tháng 8 – Bekasi   |                       | Syria                 | 0     |                        |                        |                      |                      |         |         |  |  |           |           |
|  |                       | Việt Nam (s.h.p.)     | 1                     |       |                        |                        |                      |                      |         |         |  |  |           |           |
|  | Việt Nam              | Việt Nam (s.h.p.)     | 1                     | 1     |                        |                        |                      |                      |         |         |  |  |           |           |
|  | Việt Nam              |                       | 29 tháng 8 – Cibinong | 1     |                        |                        |                      |                      |         |         |  |  |           |           |
|  | Bahrain               | 0                     |                       |       |                        |                        |                      |                      |         |         |  |  |           |           |
|  | Bahrain               | 0                     | Việt Nam              | 1     |                        |                        |                      |                      |         |         |  |  |           |           |
|  | 23 tháng 8 – Cikarang |                       | Việt Nam              | 1     |                        |                        |                      |                      |         |         |  |  |           |           |
|  |                       | Hàn Quốc              | 3                     |       |                        |                        |                      |                      |         |         |  |  |           |           |
|  | Uzbekistan            | Hàn Quốc              | 3                     | 3     |                        |                        |                      |                      |         |         |  |  |           |           |
|  | Uzbekistan            | 27 tháng 8 – Bekasi   |                       | 3     |                        |                        |                      |                      |         |         |  |  |           |           |
|  | Hồng Kông             | 0                     |                       |       |                        |                        |                      |                      |         |         |  |  |           |           |
|  | Hồng Kông             | 0                     | Uzbekistan            | 3     |                        |                        |                      |                      |         |         |  |  |           |           |
|  | 23 tháng 8 – Cikarang |                       | Uzbekistan            | 3     |                        |                        |                      |                      |         |         |  |  |           |           |
|  |                       | Hàn Quốc (s.h.p.)     | 4                     |       |                        |                        |                      |                      |         |         |  |  |           |           |
|  | Iran                  | Hàn Quốc (s.h.p.)     | 4                     | 0     |                        |                        |                      |                      |         |         |  |  |           |           |
|  | Iran                  |                       | 1 tháng 9 – Cibinong  | 0     |                        |                        |                      |                      |         |         |  |  |           |           |
|  | Hàn Quốc              | 2                     |                       |       |                        |                        |                      |                      |         |         |  |  |           |           |
|  | Hàn Quốc              | 2                     | Hàn Quốc (s.h.p.)     | 2     |                        |                        |                      |                      |         |         |  |  |           |           |
|  | 24 tháng 8 – Bekasi   |                       | Hàn Quốc (s.h.p.)     | 2     |                        |                        |                      |                      |         |         |  |  |           |           |
|  |                       | Nhật Bản              | 1                     |       |                        |                        |                      |                      |         |         |  |  |           |           |
|  | Trung Quốc            | Nhật Bản              | 1                     | 3     |                        |                        |                      |                      |         |         |  |  |           |           |
|  | Trung Quốc            | 27 tháng 8 – Cibinong |                       | 3     |                        |                        |                      |                      |         |         |  |  |           |           |
|  | Ả Rập Xê Út           | 4                     |                       |       |                        |                        |                      |                      |         |         |  |  |           |           |
|  | Ả Rập Xê Út           | 4                     | Ả Rập Xê Út           | 1     |                        |                        |                      |                      |         |         |  |  |           |           |
|  | 24 tháng 8 – Bekasi   |                       | Ả Rập Xê Út           | 1     |                        |                        |                      |                      |         |         |  |  |           |           |
|  |                       | Nhật Bản              | 2                     |       |                        |                        |                      |                      |         |         |  |  |           |           |
|  | Malaysia              | Nhật Bản              | 2                     | 0     |                        |                        |                      |                      |         |         |  |  |           |           |
|  | Malaysia              |                       | 29 tháng 8 – Cibinong | 0     |                        |                        |                      |                      |         |         |  |  |           |           |
|  | Nhật Bản              | 1                     |                       |       |                        |                        |                      |                      |         |         |  |  |           |           |
|  | Nhật Bản              | 1                     | Nhật Bản              | 1     |                        |                        |                      |                      |         |         |  |  |           |           |
|  | 24 tháng 8 – Cikarang |                       | Nhật Bản              | 1     |                        |                        |                      |                      |         |         |  |  |           |           |
|  |                       | UAE                   | 0                     |       | Play-off tranh hạng ba | Play-off tranh hạng ba |                      |                      |         |         |  |  |           |           |
|  | Indonesia             | UAE                   | 0                     | 2 (3) | Play-off tranh hạng ba | Play-off tranh hạng ba |                      |                      |         |         |  |  |           |           |
|  | Indonesia             | 27 tháng 8 – Cibinong | 27 tháng 8 – Cibinong | 2 (3) |                        |                        | 1 tháng 9 – Cibinong | 1 tháng 9 – Cibinong |         |         |  |  |           |           |
|  | UAE (p)               | 27 tháng 8 – Cibinong | 27 tháng 8 – Cibinong | 2 (4) |                        |                        | 1 tháng 9 – Cibinong | 1 tháng 9 – Cibinong |         |         |  |  |           |           |
|  | UAE (p)               | UAE (p)               | 1 (5)                 | 2 (4) | Việt Nam               | 1 (3)                  |                      |                      |         |         |  |  |           |           |
|  | 24 tháng 8 – Cikarang | UAE (p)               | 1 (5)                 |       | Việt Nam               | 1 (3)                  |                      |                      |         |         |  |  |           |           |
|  |                       | CHDCND Triều Tiên     | 1 (3)                 |       | UAE (p)                | 1 (4)                  |                      |                      |         |         |  |  |           |           |
|  | Bangladesh            | CHDCND Triều Tiên     | 1 (3)                 | 1     | UAE (p)                | 1 (4)                  |                      |                      |         |         |  |  |           |           |
|  | Bangladesh            |                       |                       | 1     |                        |                        |                      |                      |         |         |  |  |           |           |
|  | CHDCND Triều Tiên     | 3                     |                       |       |                        |                        |                      |                      |         |         |  |  |           |           |
|  | CHDCND Triều Tiên     | 3                     |                       |       |                        |                        |                      |                      |         |         |  |  |           |           |

## Giải đấu nữ

### Vòng bảng

#### Bảng A
| VT | Đội               | ST | T | H | B | BT | BB | HS  | Đ | Giành quyền tham dự                     |
| -- | ----------------- | -- | - | - | - | -- | -- | --- | - | --------------------------------------- |
| 1  | Hàn Quốc          | 3  | 3 | 0 | 0 | 22 | 1  | +21 | 9 | Giành quyền vào vòng đấu loại trực tiếp |
| 2  | Đài Bắc Trung Hoa | 3  | 2 | 0 | 1 | 12 | 2  | +10 | 6 | Giành quyền vào vòng đấu loại trực tiếp |
| 3  | Indonesia (H)     | 3  | 1 | 0 | 2 | 6  | 16 | −10 | 3 |                                         |
| 4  | Maldives          | 3  | 0 | 0 | 3 | 0  | 21 | −21 | 0 |                                         |

#### Bảng B
| VT | Đội               | ST | T | H | B | BT | BB | HS  | Đ | Giành quyền tham dự                     |
| -- | ----------------- | -- | - | - | - | -- | -- | --- | - | --------------------------------------- |
| 1  | Trung Quốc        | 3  | 3 | 0 | 0 | 25 | 0  | +25 | 9 | Giành quyền vào vòng đấu loại trực tiếp |
| 2  | CHDCND Triều Tiên | 3  | 2 | 0 | 1 | 24 | 2  | +22 | 6 | Giành quyền vào vòng đấu loại trực tiếp |
| 3  | Hồng Kông         | 3  | 1 | 0 | 2 | 6  | 16 | −10 | 3 | Giành quyền vào vòng đấu loại trực tiếp |
| 4  | Tajikistan        | 3  | 0 | 0 | 3 | 1  | 38 | −37 | 0 |                                         |

#### Bảng C
| VT | Đội      | ST | T | H | B | BT | BB | HS | Đ | Giành quyền tham dự                     |
| -- | -------- | -- | - | - | - | -- | -- | -- | - | --------------------------------------- |
| 1  | Nhật Bản | 2  | 2 | 0 | 0 | 9  | 0  | +9 | 6 | Giành quyền vào vòng đấu loại trực tiếp |
| 2  | Việt Nam | 2  | 1 | 0 | 1 | 3  | 9  | −6 | 3 | Giành quyền vào vòng đấu loại trực tiếp |
| 3  | Thái Lan | 2  | 0 | 0 | 2 | 2  | 5  | −3 | 0 | Giành quyền vào vòng đấu loại trực tiếp |

### Thứ hạng của các đội xếp thứ ba
| VT | Bg | Đội       | ST | T | H | B | BT | BB | HS  | Đ | Giành quyền tham dự                     |
| -- | -- | --------- | -- | - | - | - | -- | -- | --- | - | --------------------------------------- |
| 1  | C  | Thái Lan  | 2  | 0 | 0 | 2 | 2  | 5  | −3  | 0 | Giành quyền vào vòng đấu loại trực tiếp |
| 2  | B  | Hồng Kông | 2  | 0 | 0 | 2 | 0  | 15 | −15 | 0 | Giành quyền vào vòng đấu loại trực tiếp |
| 3  | A  | Indonesia | 2  | 0 | 0 | 2 | 0  | 16 | −16 | 0 |                                         |

### Vòng đấu loại trực tiếp
|  | Tứ kết                | Tứ kết     |                   |       | Bán kết                | Bán kết                |  |  | Chung kết | Chung kết |
|  |                       |            |                   |       |                        |                        |  |  |           |           |
|  | 24 tháng 8            |            |                   |       |                        |                        |  |  |           |           |
|  |                       |            |                   |       |                        |                        |  |  |           |           |
|  | Hàn Quốc              | 5          |                   |       |                        |                        |  |  |           |           |
|  | Hàn Quốc              | 5          | 28 tháng 8        |       |                        |                        |  |  |           |           |
|  | Hồng Kông             | 0          |                   |       |                        |                        |  |  |           |           |
|  | Hồng Kông             | 0          | Hàn Quốc          | 1     |                        |                        |  |  |           |           |
|  | 25 tháng 8            |            | Hàn Quốc          | 1     |                        |                        |  |  |           |           |
|  |                       | Nhật Bản   | 2                 |       |                        |                        |  |  |           |           |
|  | Nhật Bản              | Nhật Bản   | 2                 | 2     |                        |                        |  |  |           |           |
|  | Nhật Bản              |            | 31 tháng 8        | 2     |                        |                        |  |  |           |           |
|  | CHDCND Triều Tiên     | 1          |                   |       |                        |                        |  |  |           |           |
|  | CHDCND Triều Tiên     | 1          | Nhật Bản          | 1     |                        |                        |  |  |           |           |
|  | 24 tháng 8            |            | Nhật Bản          | 1     |                        |                        |  |  |           |           |
|  |                       | Trung Quốc | 0                 |       |                        |                        |  |  |           |           |
|  | Đài Bắc Trung Hoa (p) | Trung Quốc | 0                 | 0 (4) |                        |                        |  |  |           |           |
|  | Đài Bắc Trung Hoa (p) | 28 tháng 8 |                   | 0 (4) |                        |                        |  |  |           |           |
|  | Việt Nam              | 0 (3)      |                   |       |                        |                        |  |  |           |           |
|  | Việt Nam              | 0 (3)      | Đài Bắc Trung Hoa | 0     |                        |                        |  |  |           |           |
|  | 25 tháng 8            |            | Đài Bắc Trung Hoa | 0     |                        |                        |  |  |           |           |
|  |                       | Trung Quốc | 1                 |       | Play-off tranh hạng ba | Play-off tranh hạng ba |  |  |           |           |
|  | Trung Quốc            | Trung Quốc | 1                 | 5     | Play-off tranh hạng ba | Play-off tranh hạng ba |  |  |           |           |
|  | Trung Quốc            |            | 31 tháng 8        | 5     |                        |                        |  |  |           |           |
|  | Thái Lan              | 0          |                   |       |                        |                        |  |  |           |           |
|  | Thái Lan              | 0          | Hàn Quốc          | 4     |                        |                        |  |  |           |           |
|  |                       |            |                   |       |                        |                        |  |  |           |           |
|  | Đài Bắc Trung Hoa     | 0          |                   |       |                        |                        |  |  |           |           |
|  | Đài Bắc Trung Hoa     | 0          |                   |       |                        |                        |  |  |           |           |